# Black Hawk
Black Hawk — колишній нічний клуб в Сан-Франциско, у якому проходили джазові концерти; працював з 1948 по 1963 роки. Розташовувався на розі вулиць Терк-стріт і Гайд-стріт в районі Тендерлойн. Володів клубом Гвідо Каччьєтті разом з Джонні і Гелен Нога.
Серед джазових музикантів, які записали свої альбоми в клубі були Майлз Девіс, Кол Чейдер, Телоніус Монк, Ахмад Джамал, Шеллі Менн і Монго Сантамарія. Також в клубі виступали Дейв Брубек, Джон Колтрейн, Діззі Гіллеспі, Арт Блейкі та ін.